# Principio del pari rango
Il principio del pari rango è un principio giuridico dell'ordinamento italiano riguardante il diritto di accesso ai documenti amministrativi in merito al trattamento dei dati sensibili. 
È previsto dagli artt. 59 e 60 del codice della privacy, e consiste nel consentire il trattamento concernente tali dati solo se la situazione giuridicamente rilevante che si intende tutelare con la richiesta di accesso ai documenti amministrativi sia di rango almeno pari ai diritti dell'interessato, ovvero consiste in un diritto della personalità o in un altro diritto o libertà fondamentale e inviolabile.